# Fritz Hari

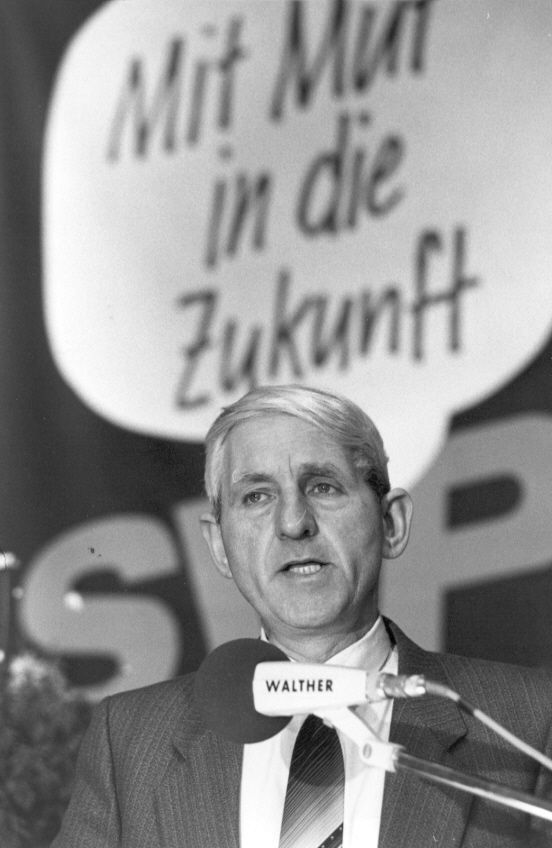
Fritz Hari (1992)

Fritz Hari (* 18. Februar 1928 in Reichenbach, heimatberechtigt in Adelboden; † 9. Dezember 2024) war ein Schweizer Politiker (SVP). Von 1979 bis 1995 war er Nationalrat.

## Biografie
Fritz Hari besuchte die Bergbauernschule Brienz und machte eine Ausbildung zum landwirtschaftlichen Betriebsberater. 1959 erfolgte die Hofübernahme, wo er als selbstständiger Landwirt, Viehzüchter und Gastwirt arbeitete. 1972 bis 1983 war er Präsident des Schweizerischen Fleckviehzuchtverbands und von 1982 bis 1984 des Welt-Simmental Fleckviehverbands. 1988 bis 1993 war er Präsident der Bergbauernschule Hondrich. 1992 bis 1996 war er Präsident des Verwaltungsrates der Bern-Lötschberg-Simplon-Bahn (BLS). Im Militär bekleidete er den Rang eines Oberst.
Er war verheiratet.

## Politische Laufbahn
Fritz Hari war von 1973 bis 1980 Gemeindepräsident von Reichenbach. 1974 bis 1979 war er Berner Grossrat. Bei den Schweizer Parlamentswahlen 1979 wurde er in den Nationalrat gewählt und 1983, 1987 und 1991 bestätigt.